# ギャラリー鴻
ギャラリー鴻（ギャラリーこうのとり）は、東京都大田区にある画廊である。

## 概要
『ギャラリー鴻（こうのとり）』は、2010年7月30日に開館した。
学校法人片柳学園が運営しており、敷地内には東京工科大学及び日本工学院専門学校がある。
同法人では、黒田征太郎と長友啓典が設立したケイツー（K2）における多数の作品を管理しているが、これらの作品も展示される。

## 沿革
- 2010年 - 7月30日開館、「時代を切り開くデザイン展」開催（2010年7月30日～9月17日）[3]
- 「洋楽ROCK&POPS 1000枚のLPジャケット展」開催（2011年1月14日～2月3日）[4]
- 大田区立熊谷恒子記念館開館25周年企画展「うれしいこゝ路・ありがとう」開催（2015年9月18日～9月30日）
- 「特撮のDNA －『ゴジラ』から『シン・ゴジラ』までー」展、開催（2018年12月19日～2019年1月27日）[5]

## 交通
JR蒲田駅西口より徒歩2分、東急池上線蒲田駅、東急多摩川線蒲田駅より徒歩2分。京急空港線京急蒲田駅より徒歩15分。

## 特記事項
開館時間、休館日、料金その他の利用情報については、公式サイトを参照のこと。